# Пејонија (Колорадо)
Пејонија (енгл. Paonia) град је у америчкој савезној држави Колорадо.

## Демографија
По попису из 2010. године број становника је 1.451, што је 46 (-3,1%) становника мање него 2000. године.
| Група             | 2000.         | 2010.         |
| Белци             | 1.402 (93,7%) | 1.292 (89,0%) |
| Афроамериканци    | 1 (0,1%)      | 19 (1,3%)     |
| Азијати           | 3 (0,2%)      | 3 (0,2%)      |
| Хиспаноамериканци | 67 (4,5%)     | 109 (7,5%)    |
| Укупно            | 1.497         | 1.451         |